# イブニング・シックス (テレビユー福島)
『イブニング・シックス』は、テレビユー福島で放送されていた平日のローカルニュース番組。英表記は "evening 6"。番組初回、キャスターを務めた水津邦治は「イブロク」と呼ぶように呼びかけていた。

## 概要
『JNNニュースの森』の終了に伴い、『ニュースの森ふくしま』に替わって2005年3月28日に開始。タイトルはTBS製作の『イブニング・ファイブ』（同局でも17時台をネット）との連続性を持たせたもの、また18時台の放送に合わせたものになっていた。
『イブニング・ファイブ』および『JNNイブニング・ニュース』の終了に伴い、番組は2009年3月27日に終了。同時に、『ニュースの森ふくしま』から放送してきた深夜帯の再放送も終了した。2009年3月30日からは『THE NEWS-f』（エフ）となる（時間帯は2009年9月までは18:05 - 18:45、番組終了の2010年3月までは18:00 - 18:40）。

## 放送時間
- 月曜・水曜・金曜 18:16 - 18:55、火曜・木曜 18:16 - 18:52

※実際の放送時間は上記のとおりだが、新聞等のテレビ番組表やTUFの公式番組表では『JNNイブニング・ニュース』を内包した形を取っており、放送時間は17:50 - 18:55と表記してある。
- （再放送）『イブニング・シックスダイジェスト』月曜 25:55 - 26:15、火曜 - 木曜 26:25 - 26:45、金曜 26:30 - 26:50

※一部内容が編集され、「再放送」のテロップが挿入される。天気予報は最新の情報に更新された上で、CGのみ解説無しとなる。

## キャスター

### 平日
| 期間       | 期間       | 男性        | 男性     | 女性        | 女性     |
| 期間       | 期間       | 月曜 - 木曜 | 金曜     | 月曜 - 木曜 | 金曜     |
| ---------- | ---------- | ----------- | -------- | ----------- | -------- |
| 2005.3.28  | 2005.9.30  | 水津邦治    | 水津邦治 | 柳沼愛子    | 柳沼愛子 |
| 2005.10.3  | 2006.10.27 | 水沼邦治    | 奥秋直人 | 柳沼愛子    | 永井淑子 |
| 2006.10.30 | 2008.3.28  | 水沼邦治    | 水沼邦治 | 柳沼愛子    | 柳沼愛子 |
| 2008.3.31  | 2009.3.27  | 奥秋直人    | 奥秋直人 | 小野美希    | 小野美希 |

平日キャスターは共に、『グーテン』内の早出しイブニング・シックスや11:50からの昼番組（『きょう発プラス!』『ピンポン!』など）のローカルニュースを交互交替で担当していた。番組末期では、16:52からの30秒の番組予告も交互交替で担当していた。

## 備考
番組開始当初は、1995年から使われていた前番組のセットを使っていたが、地上デジタル放送開始に伴うHD化に合わせて、2006年4月にセットを新調。ソファーのスペースや小物がスタジオ中に置かれるなど、大掛かりなものとなっている。このセットは、番組が『THE NEWS-f』や『TUF NEWS LIVE スイッチ!』に変わったあとも、2013年3月29日放送までキャスターの背後の背景を手直しする程度で使用されていた。また、このセットの左側には共用で『グーテン』も使用していた。